# Condado de Fulton (Kentucky)
O Condado de Fulton é um dos 120 condados do Estado americano de Kentucky. A sede do condado é Hickman, e sua maior cidade é Hickman. O condado possui uma área de 597 km² (dos quais 56 km² estão cobertos por água), uma população de 7 752 habitantes, e uma densidade populacional de 14 hab/km² (segundo o censo nacional de 2000). O condado foi fundado em 1845.